# Laura Chamiot Maitral
Laura Chamiot Maitral (* 10. April 1998) ist eine ehemalige französische Skilangläuferin.

## Werdegang
Maitral nahm bis 2018 an Juniorenrennen teil. Dabei holte sie bei den Olympischen Jugend-Winterspielen 2016 in Lillehammer die Bronzemedaille im Cross. Zudem wurde sie dort über 5 km Freistil und im Sprint jeweils Fünfte. Bei den nordischen Junioren-Skiweltmeisterschaften 2016 in Râșnov belegte sie den 29. Platz im Sprint, den 25. Rang über 10 km Freistil und den sechsten Platz mit der Staffel. In der Saison 2015/16 errang sie den sechsten Platz und in der Saison 2016/17 den dritten Platz in der U20-Wertung des Alpencups. Ihr Debüt im Weltcup hatte sie im Dezember 2016 in La Clusaz, das sie auf dem 58. Platz im 10-km-Massenstartrennen und auf dem 13. Platz mit der Staffel beendete. Ihre besten Platzierungen bei den nordischen Junioren-Skiweltmeisterschaften 2017 in Soldier Hollow waren der 12. Platz über 5 km Freistil und der vierte Rang mit der Staffel. In der Saison 2017/18 gewann sie die U20-Wertung des Alpencups. Bei den nordischen Junioren-Skiweltmeisterschaften 2018 in Goms wurde sie im Skiathlon und im  Sprint jeweils Siebte, über 5 km klassisch Sechste und mit der Staffel Fünfte. Im Dezember 2018 startete er in Valdidentro erstmals im Alpencup und kam dabei im Sprint und im 10-km-Massenstartrennen jeweils auf den 11. Platz und über 10 km Freistil und auf fünften Rang. Bei den U23-Weltmeisterschaften 2019 in Lahti belegte sie den 29. Platz im Sprint, den 21. Rang im 15-km-Massenstartrennen und den 17. Platz über 10 km Freistil. Im Februar 2019 erreichte sie in Planica mit dem zweiten Platz im 15-km-Massenstartrennen ihre erste Podestplatzierung im Alpencup und holte in Cogne mit dem 27. Platz über 10 km klassisch ihre einzigen Weltcuppunkte. Bei den folgenden Nordischen Skiweltmeisterschaften in Seefeld in Tirol belegte sie den 43. Platz im Skiathlon und den achten Rang mit der Staffel. Im März 2019 holte sie über 10 km Freistil in Le Brassus ihren ersten Sieg im Alpencup und erreichte abschließend den vierten Platz in der Gesamtwertung des Alpencups. Letztmals im Weltcup startete sie bei der Tour de Ski 2019/20 in Lenzerheide, wobei sie den 51. Platz im Sprint errang.

## Siege bei Continental-Cup-Rennen
| Nr. | Datum        | Ort        | Disziplin      | Serie    |
| --- | ------------ | ---------- | -------------- | -------- |
| 1.  | 2. März 2019 | Le Brassus | 10 km Freistil | Alpencup |